# Художественная литература

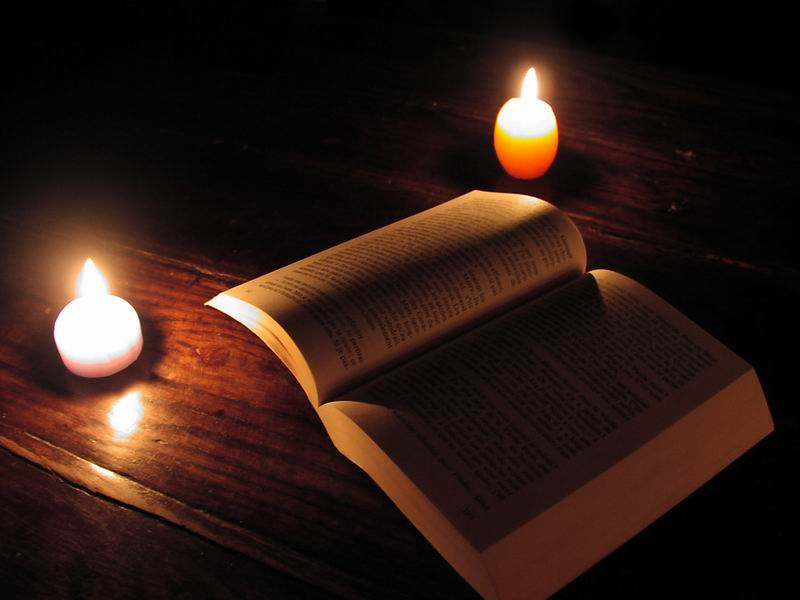

Художественная литература — вид искусства, использующий в качестве единственного материала слова и конструкции естественного языка. Специфика художественной литературы выявляется в сопоставлении с видами искусства, использующими иной материал вместо словесно-языкового (музыка, изобразительное искусство). От прочих видов литературы художественную литературу отличает наличие художественного вымысла. Художественная литература объединяет авторские (включая анонимные) произведения, в отличие от принципиально не имеющих автора произведений фольклорa.

## Художественная литература по родам

### Эпос
Э́пос (др.-греч. ἔπος — «слово», «повествование») — повествование о событиях, предполагаемых в прошлом (как бы свершившихся и вспоминаемых повествователем).
Эпические произведения описывают внешнюю по отношению к автору объективную действительность. Описание персонажей сконцентрировано на их поведении и поступках, а не на внутреннем мире, как в лирике. Романы-жизнеописания, очень популярные в XIX веке, относятся к эпическим произведениям. Примерами могут служить «Война и мир» Льва Толстого, «Красное и чёрное» Стендаля, «Сага о Форсайтах» Голсуорси и многие другие.
Название этот род литературы получил от народных поэм-песен, сложенных в древности, также называемых эпосом.
Эпические жанры: басня, былина, баллада, поэма, миф, новелла, повесть, рассказ,
роман, роман-эпопея, сказка, эпопея, художественный очерк.

### Лирика

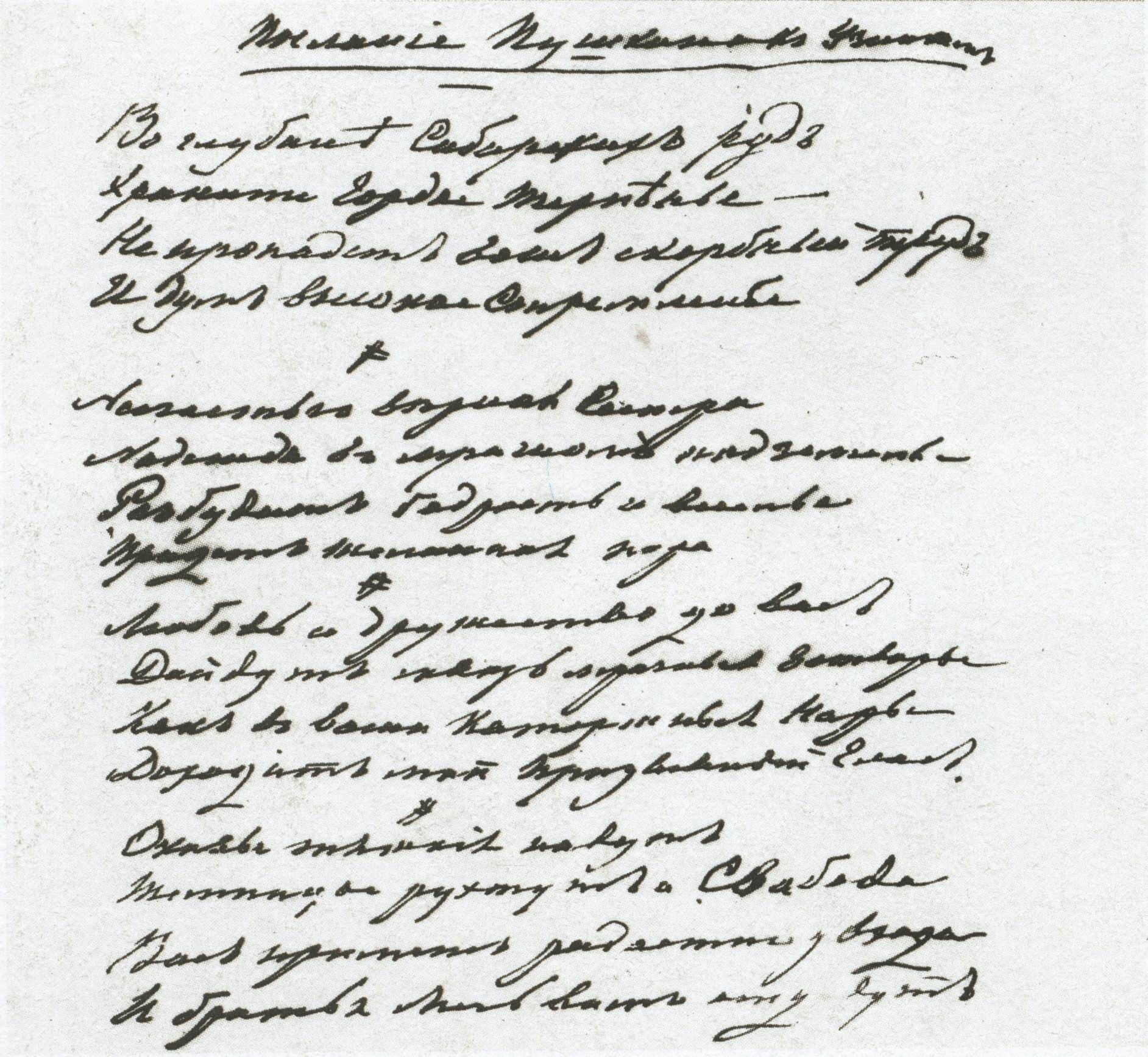
Во глубине сибирских руд, Пушкин, 1827

Лирика — род литературы, который основывается на обращении к сфере внутреннего — к состояниям человеческого сознания, эмоциям, впечатлениям, переживаниям. Даже если в произведениях присутствует повествовательный элемент, лирическое произведение всегда субъективно и сконцентрировано на герое. Характеристиками лирического произведения являются «сжатость», «монологичность», «единство лирического сюжета» и «мгновенность» («точечность», «современность»). Большинство лирических произведений относится к поэзии.
Лирические жанры: ода, послание, стансы, элегия, эпиграмма, мадригал, эклога, эпитафия.

### Драма
Драма — род литературы, воспроизводящий прежде всего внешний для автора мир — поступки, взаимоотношения людей, конфликты, но в отличие от эпоса имеющий не повествовательную, а диалогическую форму. В драматических произведениях текст от лица автора носит эпизодический характер, большей частью ограничивается ремарками и пояснениями к сюжету. Большинство драматических произведений пишется для последующей постановки в театре.
Драматические жанры: драма, комедия, трагедия, трагикомедия, водевиль, фарс, мелодрама.

## Структурные типы текста

### Проза

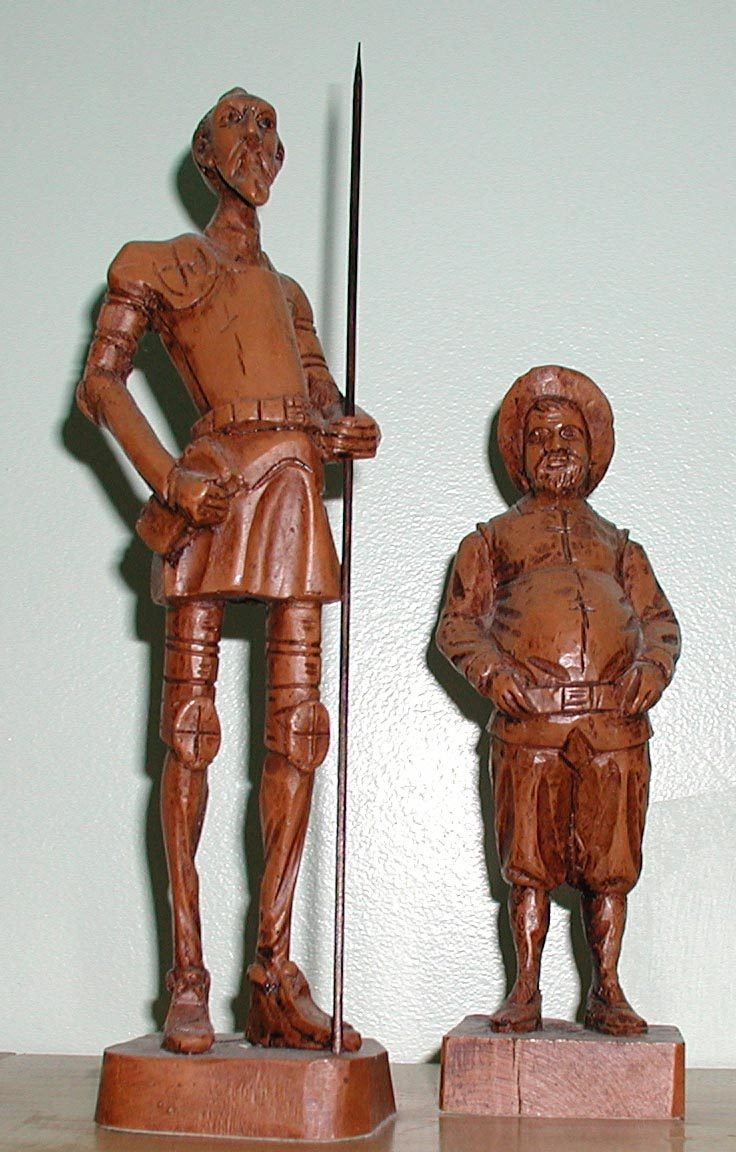
Дон Кихот и Санчо Панса

Прозаическим считается такой литературный текст, в котором отдельный, независимый от речевого ритм не вторгается в языковую ткань и не влияет на содержание. Известен, однако, целый ряд пограничных явлений: многие прозаики сознательно придают своим произведениям некоторые признаки стихотворности (можно упомянуть сильно ритмизованную прозу Андрея Белого или зарифмованные фрагменты в романе Владимира Набокова «Дар»). О точных границах между прозой и поэзией не прекращается спор литературоведов разных стран на протяжении последнего столетия.
Проза широко используется в беллетристике — при создании романов, коротких историй и т. д. Отдельные примеры таких произведений известны уже много веков, однако в самостоятельную форму литературных произведений они развились относительно недавно.
Роман — наиболее популярная разновидность современной прозы (впрочем, в литературе известен и роман в стихах) — представляет собой достаточно длинное повествование, охватывающее значительный период жизни одного или нескольких персонажей и описывающее этот период с глубокой подробностью. Как распространённый жанр романы появились сравнительно поздно, хотя уже в позднеантичное время сложился античный роман, во многом близкий по устройству и задачам к современному. Среди ранних классических образцов европейского романа можно выделить «Гаргантюа и Пантагрюэля» (1533—1546) Франсуа Рабле и «Дон Кихота» (1600) Сервантеса. В азиатской литературе к роману в современном понимании близки более ранние произведения — например, китайский классический роман «Троецарствие» или японский «Гэндзи-моногатари» («Повесть о принце Гэндзи»).
В Европе ранние романы не рассматривались в качестве серьёзной литературы, их создание казалось совсем не трудным. Позже, однако, стало ясным, что и проза может обеспечивать эстетическое удовольствие без привлечения поэтических техник. Вдобавок, отсутствие жёстких рамок поэзии позволяет авторам глубже сосредоточиться на содержании произведения, полнее работать с деталями сюжета, по сути, полнее, чем это можно ожидать даже от повествований в стихотворной форме. Такая свобода также позволяет авторам экспериментировать с различными стилями в рамках одного произведения.

### Поэзия
В общем случае, стихотворение — это литературное произведение, обладающее особой ритмической структурой, не вытекающей из естественного ритма языка. Характер этого ритма может быть различным в зависимости от свойств самого языка: так, для языков, в которых большое значение имеет различие гласных звуков по долготе (таков, например, древнегреческий язык), естественно возникновение стихотворного ритма, построенного на упорядочении слогов по признаку долготы/краткости, а для языков, в которых гласные различаются не долготой, а силой выдоха (подавляющее большинство современных европейских языков устроено именно так), естественно использование такого стихотворного ритма, который упорядочивает слоги по признаку ударности/безударности. Так возникают разные системы стихосложения.
Для русского слуха привычный облик стихотворения связан с силлабо-тоническим ритмом и наличием в стихотворении рифмы, но ни то, ни другое не является в действительности необходимой чертой поэзии, отличающей её от прозы. В целом роль ритма в стихотворении состоит не только в придании тексту своеобразной музыкальности, но и в том воздействии, которое этот ритм оказывает на смысл: благодаря ритму некоторые слова и выражения (например, оказавшиеся в конце стихотворной строки, зарифмованные) оказываются в стихотворной речи выделенными, акцентированными.
Поэтическая речь раньше, чем прозаическая, была осознана как особое явление, свойственное именно литературному тексту и отличающее его от обычной бытовой речи. Первые известные литературные произведения — по большей части, древние эпосы (например, шумерское «Сказание о Гильгамеше», датируемое около 2200—3000 лет до н. э.) — это тексты стихотворные. В то же время стихотворная форма не обязательно связана с художественностью: формальные особенности поэзии помогают ей выполнять мнемоническую функцию, а потому в разное время в разных культурах были распространены научные, юридические, генеалогические, педагогические сочинения в стихах.
- Литературные формы
- Литературные жанры

## Художественная литература по периодам

### Древняя литература

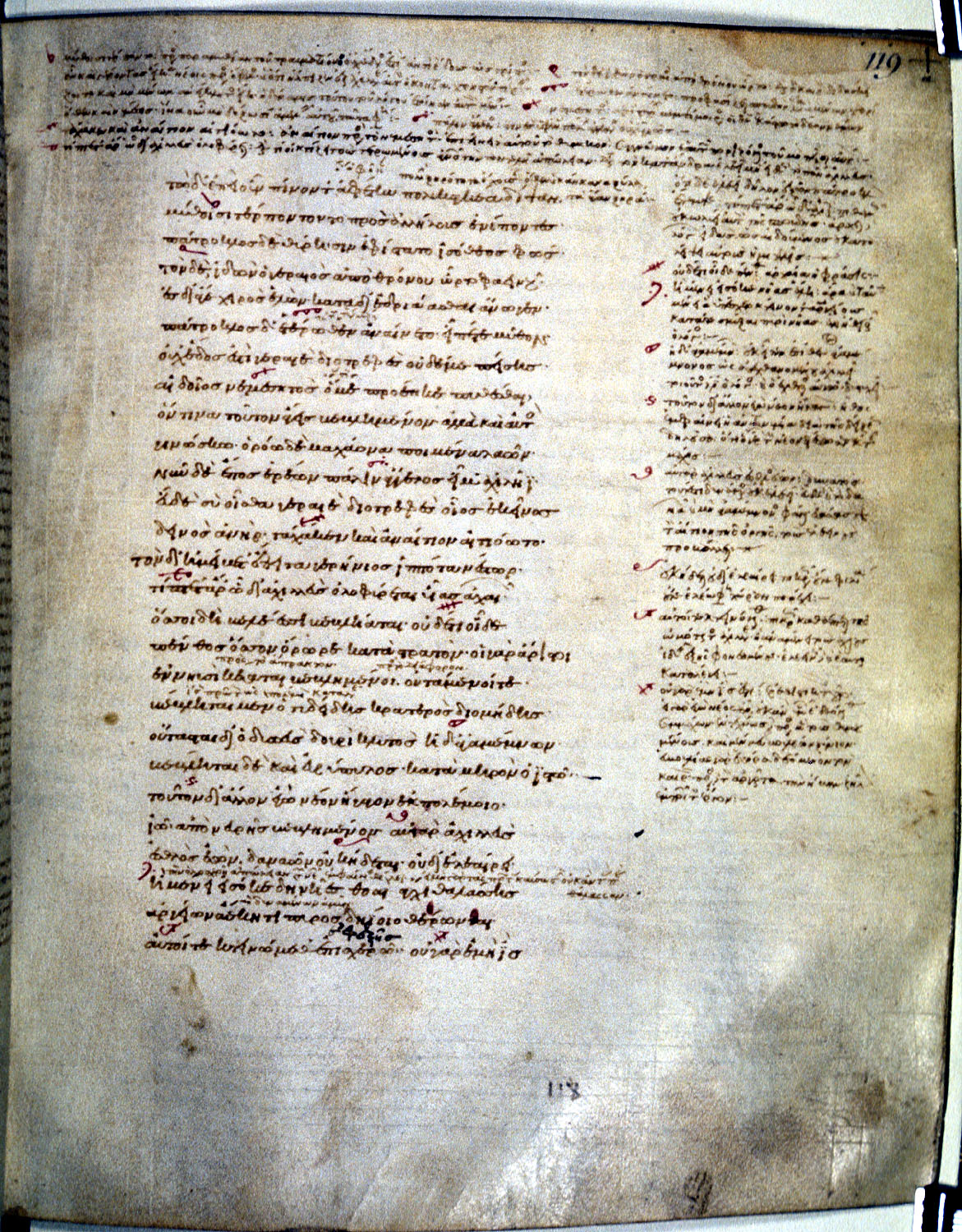
Илиада Манускрипт 11 века

Первым периодом появления художественной литературы как вида искусства считается античность — средиземноморская цивилизация I тысячелетия до н. э. Античная литература — это литература древних греков и римлян, состоящая из двух национальных литератур: древнегреческой и древнеримской. Исторически греческая литература предшествовала римской.
Одновременно с античной культурой в бассейне Средиземного моря развивались другие культурные ареалы, среди которых выдающееся место занимала древняя Иудея. Античная и иудейская культура стали основой всей западной цивилизации и искусства.
Параллельно с античной развивались другие древние культуры и, соответственно, литературы: древнекитайская, древнеиндийская, древнеиранская, древнееврейская. Древнеегипетская литература переживала на тот момент период расцвета.
В античной литературе сформировались основные жанры европейской литературы в их архаических формах и основы науки о литературе. Эстетическая наука античности определила три основных литературных рода: эпос, лирику и драму (Аристотель), эта классификация сохраняет своё базовое значение до сегодняшнего дня.

### Литература XIX века

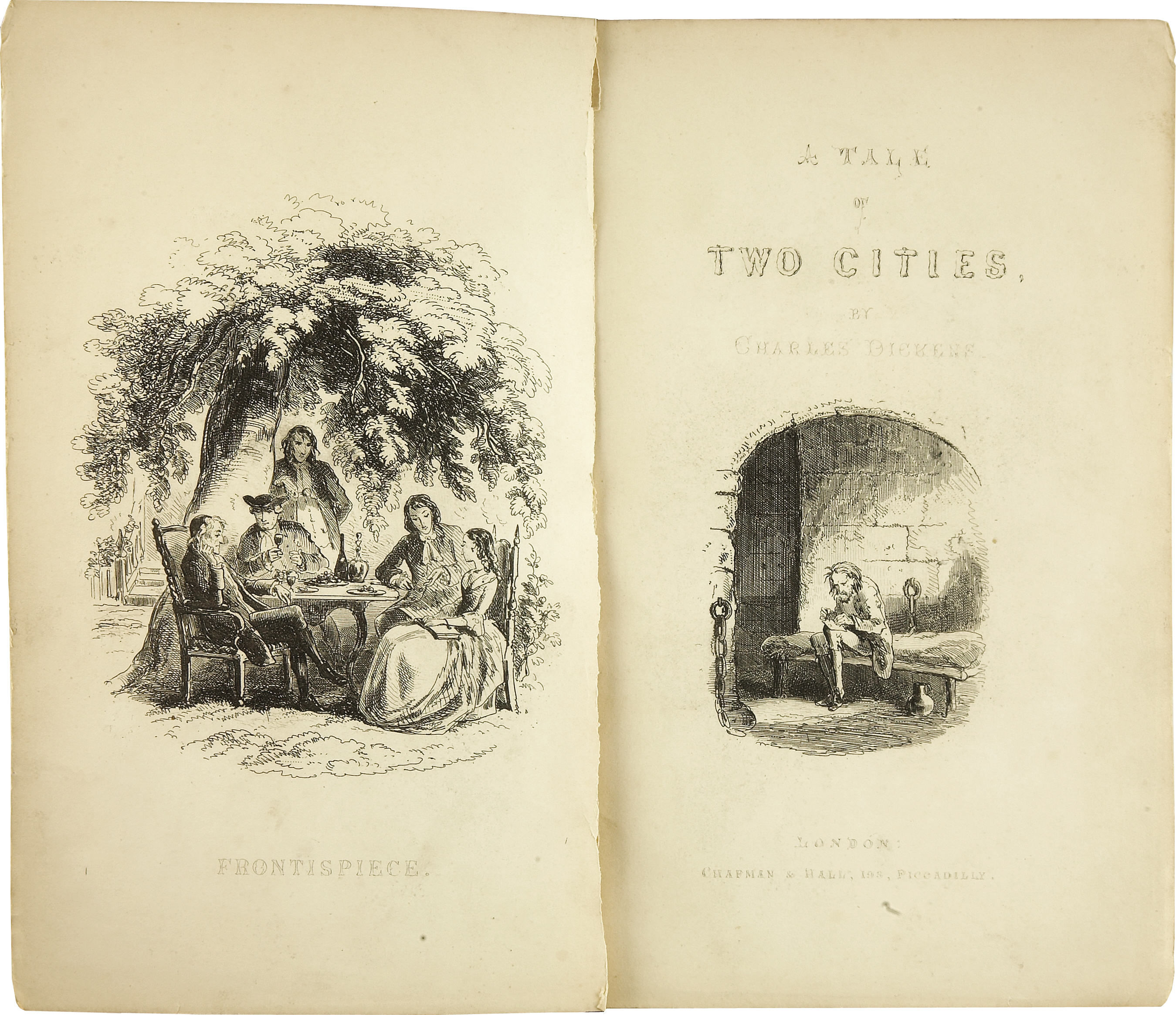
Повесть о двух городах, Диккенс, 1859

### Литература модернизма

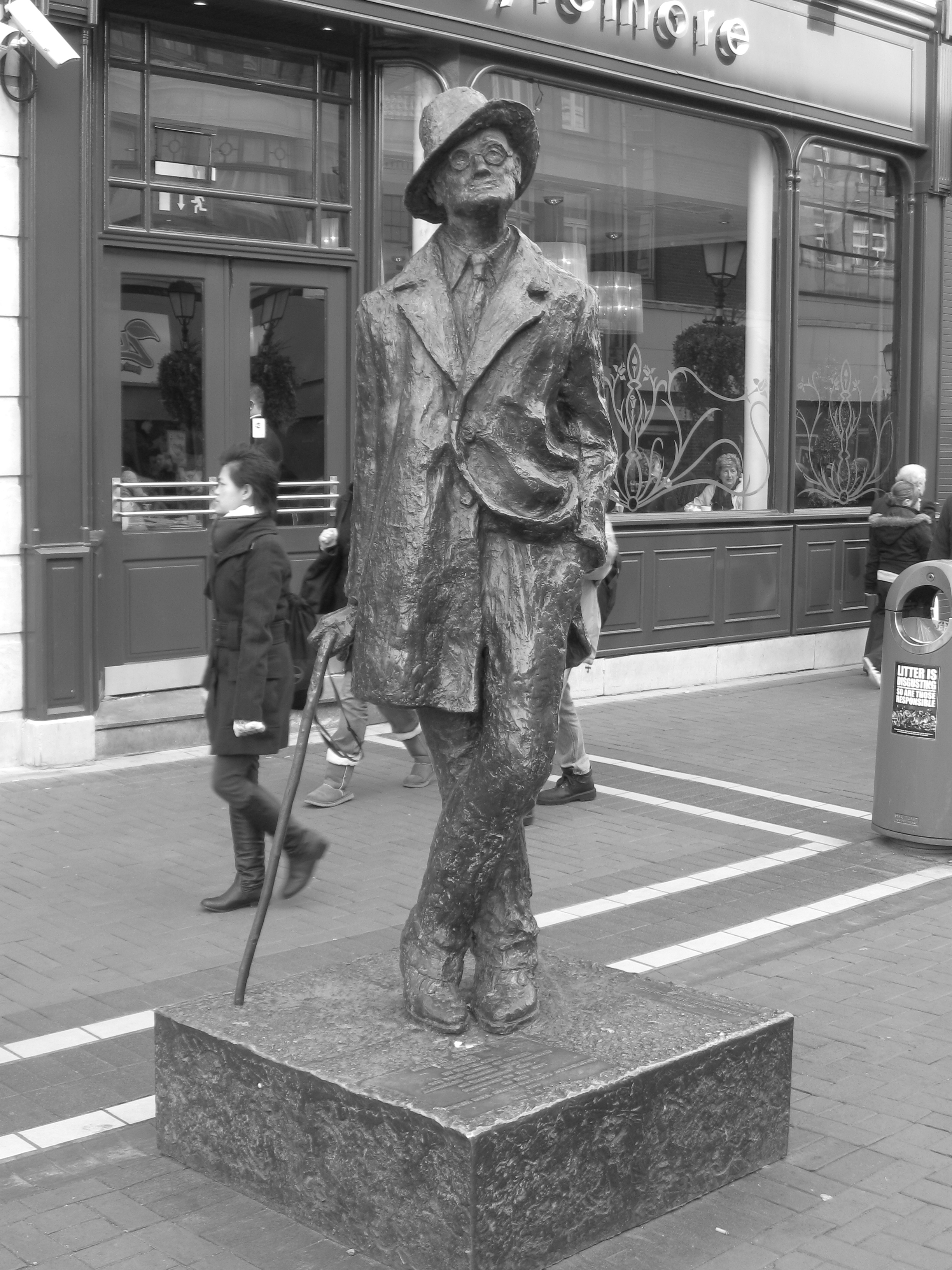
Памятник Джеймсу Джойсу в Дублине

## Художественные методы и направления

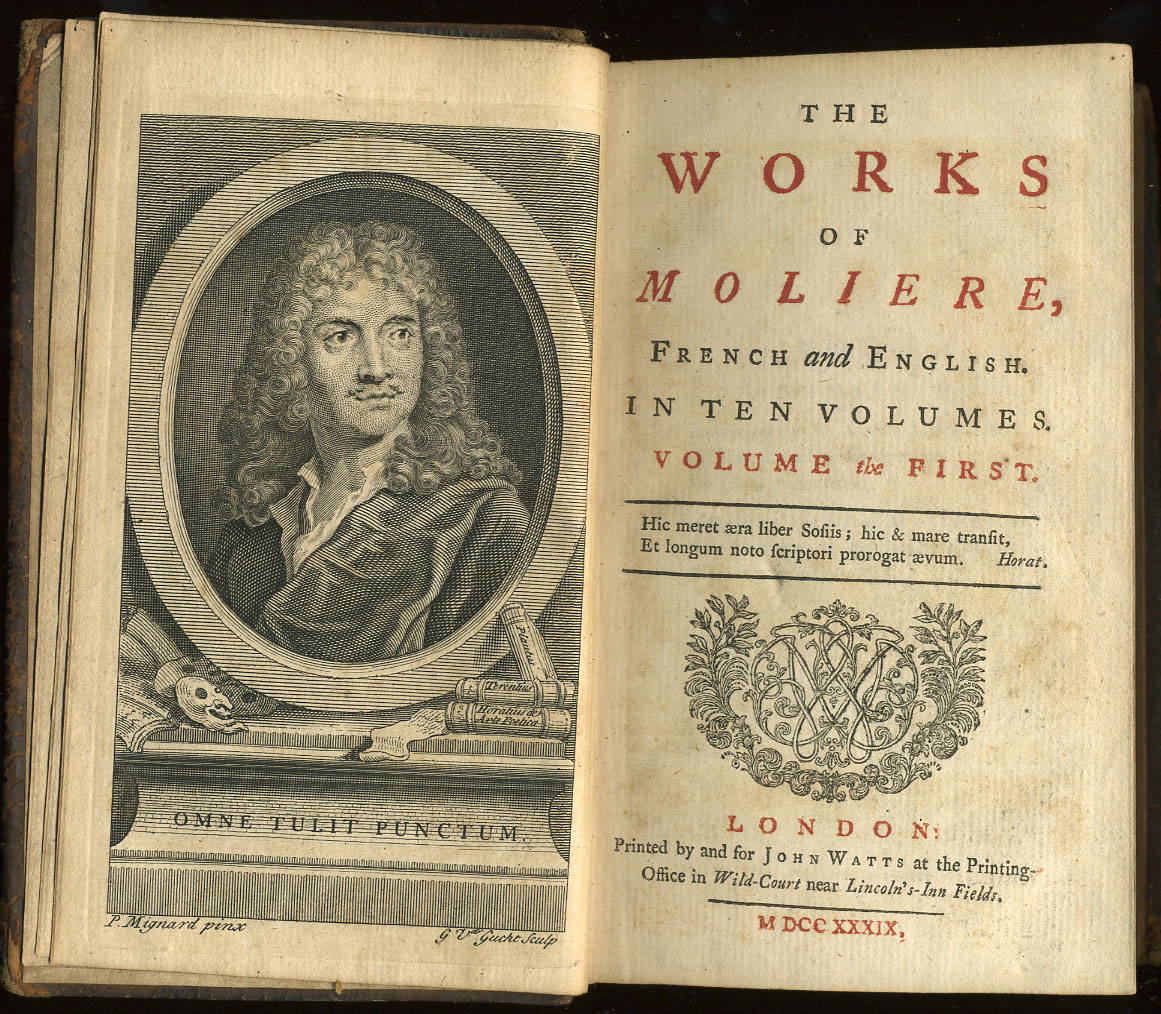
Труды Мольера